# Forest Oaks Country Club
De Forest Oaks Country Club is een countryclub in de Verenigde Staten. De club werd opgericht in 1965 en bevindt zich in Greensboro, North Carolina. De club beschikt over een 18-holes golfbaan en werd ontworpen door de golfbaanarchitect Ellis Maples.
In 2002 besloot de club om de golfbaan te renoveren door golfer Davis Love III en in 2003 werd het gerenoveerde golfbaan opengesteld. Naast een 18 holesbaan, beschikt de club ook over een zwembad, acht tennisbanen en een fitnesscentrum.

## Golftoernooien
Voor het golftoernooi is de lengte van de baan voor de heren 6581 m met een par van 72. De course rating is 75,7 en de slope rating is 142.
- Wyndham Championship: 1977-2007